# Nashville (Észak-Karolina)
Nashville település az Amerikai Egyesült Államok Észak-Karolina államában, Nash megyében, melynek megyeszékhelye is. Lakosainak száma 5632 fő (2020. április 1.).

## Népesség
A település népességének változása:
| Lakosok száma | 4538 | 5352 | 5632 |
|               | 2000 | 2010 | 2020 |